# Doo Wop (That Thing)
Doo Wop (That Thing) (englisch für „Doo Wop (Das Ding)“) ist ein Lied der US-amerikanischen Rapperin und Sängerin Lauryn Hill, das im Juli 1998 erschien.

## Entstehung und Veröffentlichung
Getextet, komponiert und produziert wurde das Lied von der Interpretin.
Die Erstveröffentlichung von Doo Wop (That Thing) erfolgte als Single am 27. Juli 1998 bei Columbia- und Ruffhouse Records. Diese erschien unter anderem als 7″-Single (Katalognummer: 38 78868) und 2-Track-Single (Katalognummer: 665 592-1) mit der B-Seite Lost Ones sowie als CD-Maxi-Single, die um ein Instrumental sowie einen Remix zu Doo Wop (That Thing) erweitert wurde (Katalognummer: 665692 2). Am 25. August desselben Jahres erschien das Lied als Teil von Hills Debütalbum The Miseducation of Lauryn Hill (Katalognummer: 489843 2), dessen erste Singleauskopplung es ist.

## Inhalt und Stil
Der Doo-Wop- und R&B-Titel ist eine Warnung von Hill an afroamerikanische Männer und Frauen, die im „Kampf“ gefangen sind. Sowohl die Frauen, die „versuchen, ein harter Fels zu sein, wenn sie in Wirklichkeit ein Juwel sind“, als auch die Männer, die „mehr um seine Felgen und seine Timbs besorgt sind als um seine Frauen“, werden von Hill ermahnt, der sie davor warnt, zuzulassen, dass „dieses Ding“ ihr Leben ruiniert. Der Refrain scheint den Egalitarismus zwischen den Geschlechtern zu fördern, aber die Gesamtaussage des Textes wurde als konservativ beschrieben.
In Bezug auf den Produktionswert lehnt sich Hill stark an Elemente der Soulmusik und des Doo Wop an, was dem Titel Glaubwürdigkeit verleiht. Auf dem Album und der Single werden einige der Textzeilen zensiert, obwohl der Originaltext in den Linern zu finden ist.

## Musikvideo
Das dazugehörige Musikvideo wurde unter der Regie von Andy Delaney und Monty Whitebloom (Bigtv), in Manhattans Washington Heights in New York City gedreht, wobei das Video zweimal Hill zeigt, die Seite an Seite auf einer Blockparty singen. Auf der linken Seite des geteilten Bildschirms ist Hill von 1967 in voller Retro-Kleidung, komplett mit Bienenstock und Zebra-Print, eine Hommage an klassischen R&B und Doo Wop; und auf der rechten Seite des Bildschirms ist die Hill von 1998 als Hommage an die Hip-Hop-Kultur zu sehen.

## Rezeption
Paul Schrodt vom Slant Magazine lobte das Musikvideo und erklärte: „Das daraus resultierende Split-Screen-Musikvideo ist das verblüffendste Zeugnis dafür, worum es bei der Neo-Soul-Bewegung geht.“
Bei den MTV Video Music Awards 1999 gewann das Musikvideo vier Preise: Best Female Video, Best R&B Video, Best Art Direction und Video of the Year. Mit ihrem Gewinn für das „Video des Jahres“ wurde Doo Wop (That Thing) das erste Hip-Hop-Video, das den Preis gewann und machte Hill zur ersten schwarzen Solokünstlerin, die den Preis gewann sowie zur zweiten insgesamt nach TLC (1995).

## Kommerzieller Erfolg

### Chartplatzierungen
| ChartsChartplatzierungen       | Höchstplatzierung | Wochen |
| ------------------------------ | ----------------- | ------ |
| Deutschland (GfK)              | 17 (14 Wo.)       | 14     |
| Österreich (Ö3)                | 33 (3 Wo.)        | 3      |
| Schweiz (IFPI)                 | 10 (14 Wo.)       | 14     |
| Vereinigte Staaten (Billboard) | 1 (21 Wo.)        | 21     |
| Vereinigtes Königreich (OCC)   | 3 (9 Wo.)         | 9      |

| ChartsJahrescharts (1998) | Platzierung |
| ------------------------- | ----------- |
| Deutschland (GfK)         | 97          |

### Auszeichnungen für Musikverkäufe
| Land/Region                  | Auszeichnungen für Musikverkäufe (Land/Region, Auszeichnung, Verkäufe) | Verkäufe  |
| ---------------------------- | ---------------------------------------------------------------------- | --------- |
| Australien (ARIA)            | 2× Platin                                                              | 140.000   |
| Dänemark (IFPI)              | Gold                                                                   | 45.000    |
| Neuseeland (RMNZ)            | 4× Platin                                                              | 120.000   |
| Vereinigte Staaten (RIAA)    | Gold                                                                   | 500.000   |
| Vereinigtes Königreich (BPI) | 2× Platin                                                              | 1.200.000 |
| Insgesamt                    | 2× Gold · 8× Platin ·                                                  | 2.005.000 |

## Coverversionen
- 2014: Kiesza – Nobody to Love / Doo Wop (That Thing) (Album: BBC Radios 1’s Live Lounge 2014)[18]
- 2021: Kanye West – Believe What I Say (Album: Donda)[19]